# Passy-en-Valois
Passy-en-Valois ist eine französische Gemeinde mit 125 Einwohnern (Stand: 1. Januar 2022) im Département Aisne in der Region Hauts-de-France (frühere Region: Picardie). Sie gehört zum Arrondissement Soissons (vor 2017 Arrondissement Château-Thierry) und zum Kanton Villers-Cotterêts.

## Geographie
Die südlich des Ourcq gelegene, kaum bewaldete Gemeinde Passy-en-Valöois mit dem Ortsteil La Loge aux Boeufs liegt etwa 20 Kilometer nordwestlich von Château-Thierry. Durch das Gemeindezentrum fließt der Bach Ru du Gril.  Nachbargemeinden von Passy-en-Valois sind Marizy-Sainte-Geneviève im Norden und Nordosten, Macogny im Osten, Dammard im Süden und La Ferté-Milon im Westen.

## Geschichte
Im Jahr 1256 wird der Ort Paciacus genannt. Das Schloss und die gotische Kirche wurden im Ersten Weltkrieg weitgehend zerstört, die Kirche in den 1920er Jahren wieder errichtet. Die Reste des Schlosses wurden zu einem großen Gehöft ausgebaut, aus der nach dem Zweiten Weltkrieg eine Agrargenossenschaft wurde.

### Bevölkerungsentwicklung
| Jahr                       | 1962 | 1968 | 1975 | 1982 | 1990 | 1999 | 2006 | 2014 | 2022 |
| Einwohner                  | 147  | 172  | 121  | 118  | 123  | 140  | 143  | 156  | 125  |
| Quellen: Cassini und INSEE |      |      |      |      |      |      |      |      |      |

## Sehenswürdigkeiten
- 1925 im Art-déco-Stil durch den Diözesanarchitekten Henry Faucheur errichtete Marien-Kirche (Église de la Vierge), mit zeitgenössischen Glasfenstern
- Wegkreuz (calvaire) mit einer Christus-Figur im Art-déco-Stil

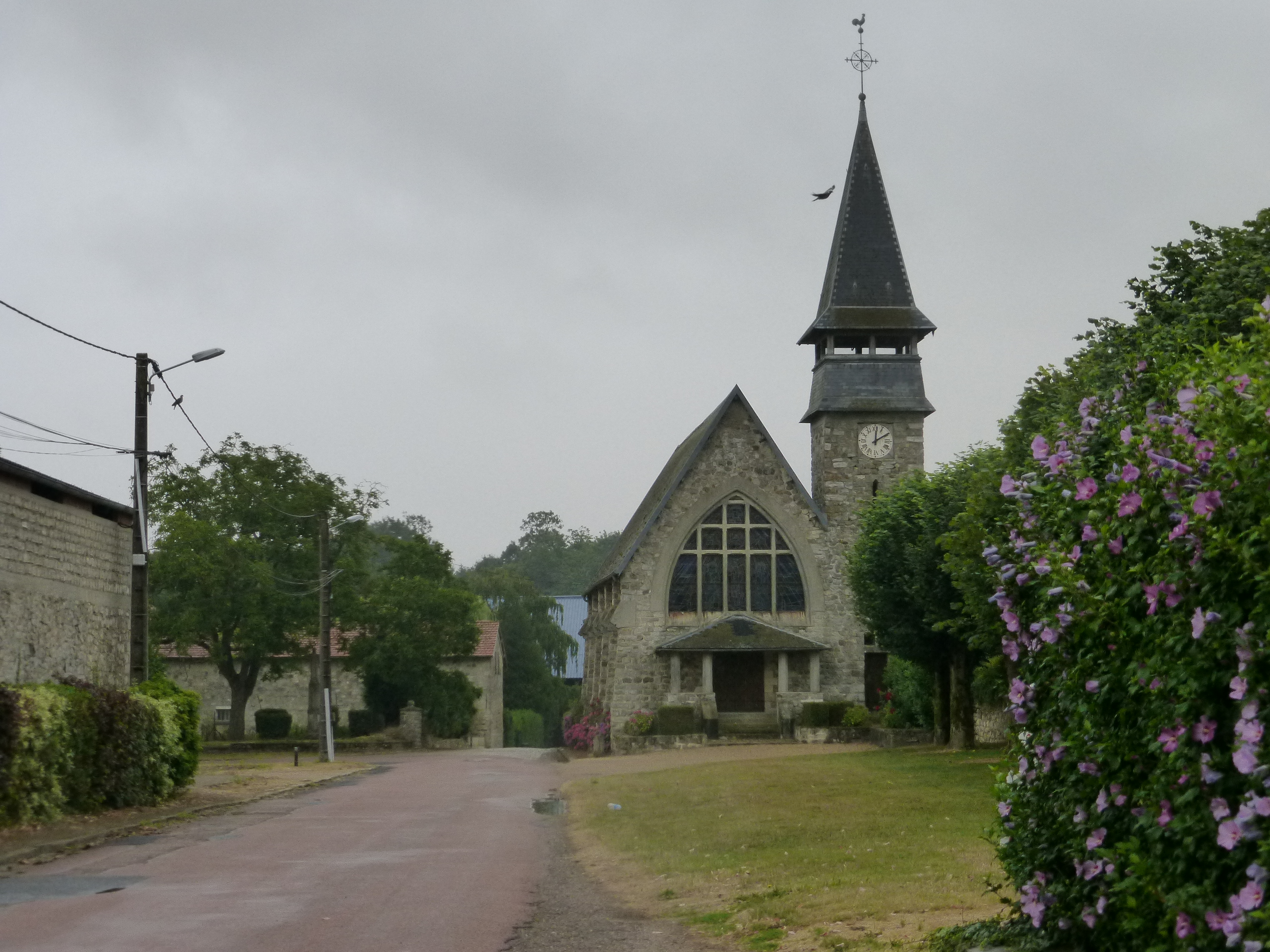
Marienkirche

- Reste des Schlosses

## Persönlichkeiten
- Jacques Ferté, Pionier der katholischen Agrarbewegung (1898–1947), erwarb nach dem Ersten Weltkrieg das im Krieg zerstörte Schloss und baute es zu einem landwirtschaftlichen Großbetrieb aus.